# GNS3
GNS3 (Graphic Network Simulator-3), es un simulador gráfico de red lanzado en 2008, que permite diseñar topologías de red complejas y poner en marcha simulaciones sobre ellas, permitiendo la combinación de dispositivos tanto reales como virtuales, pudiendo emular los OS usando una imagen de dispositivos Routers, Switches, Firewall, PC de Escritorio y más, de marcas como Cisco, Mikrotik, Fortinet, Aruba, Microsoft entre otros.
Para permitir completar simulaciones, GNS3 está estrechamente vinculada con:
- Dynamips, un emulador de IOS que permite a los usuarios ejecutar imágenes de IOS.[4]
- Dynagen, un front-end basado en texto para Dynamips
- Qemu y VirtualBox, para permitir utilizar máquinas virtuales como un firewall PIX o estaciones de trabajo
- VPCS, un emulador de PC con funciones básicas de networking
- IOU (IOS on Unix), compilaciones especiales de IOS provistas por Cisco para correr directamente en sistemas UNIX y derivados

GNS3 es utilizado por muchas compañías grandes como Exxon, Walmart, AT&T y la NASA, y también es popular para la preparación de exámenes de certificación profesional de la red  como CCNA , CCNP, CCIE. A partir de 2015, el software ha sido descargado 11 millones de veces.